# Lennart Hall
Lennart Torbjörn Hall, född 22 mars 1938 i Ekshärads församling, Värmlands län, död 9 november 2020 i Arvika, Värmlands län, var en svensk professor i musikhistoria och formlära. Han var ledamot av Kungliga Musikaliska Akademien från 1995.
Lennart Hall var utbildad kyrkomusiker och arbetade under en period i Svenska kyrkan i Paris. Han hade även teoripedagogexamen från Kungliga Musikhögskolan i Stockholm. Han rekryterades 1968 av Jan Ling som lärare i musikteori vid den nyinrättade utbildningen i musikvetenskap vid Göteborgs universitet. Från 1971 till sin pensionering undervisade han i musikteori, interpretation, musikhistoria och formlära vid dåvarande Musikhögskolan vid Göteborgs universitet, där han år 2000 installerades som professor i musikhistoria och formlära. Han undervisade också på musiklärarutbildningen SÄMUS vid samma universitet under 1970-talet. Han var även verksam vid Musikhögskolan Ingesund (Karlstads universitet) i Arvika, där han var bosatt. En viktig del i Lennart Halls forskning och undervisning var att analysera och placera in musikverken i deras historiska och kulturella sammanhang och att påvisa deras samband med andra konstformer. Hallstudion i högskolebyggnaden Artisten i Göteborg har uppkallats efter honom.